# Vysoký kopec
Vysoký kopec je výrazný vrchol v pohoří Žďárské vrchy. Nachází se 2 km severně od Sněžného a 6 km východně od Devíti skal.
Vrchol je zalesněný, bez rozhledu.